# Bahnhof Berlin-Moabit
Der Bahnhof Berlin-Moabit im gleichnamigen Ortsteil von Berlin ist ein Bahnhof am Knoten der Berliner Ringbahn mit der Hamburger und Lehrter Bahn. Bis 1894 wurde er für den Personenverkehr genutzt, seitdem war er ein wichtiger Güterbahnhof. Auch diese Funktion hat er mittlerweile weitgehend eingebüßt, heute erfüllt der Bahnhof noch betriebliche Aufgaben. Ein 1892–1893 von Karl Cornelius errichtetes kombiniertes Stellwerks- und Wasserturmgebäude im westlichen Bahnhofsteil steht unter Denkmalschutz.

## Lage
Der Bahnhof liegt im Norden von Moabit südlich des Westhafens. Die Ringbahn verläuft in diesem Bereich etwa in west-östlicher Richtung. Ihre S-Bahn-Gleise, die nicht zum Bahnhof Moabit gehören, bilden die nördliche Grenze des Bahnhofs, südlich der Station liegen die Siemensstraße und die Quitzowstraße. Das Westende des Bahnhofs befindet sich westlich des S-Bahnhofs Beusselstraße, in Richtung Osten reicht der Bahnhof über den S-Bahnhof Westhafen hinaus. Im Bahnhof Moabit nimmt die Kilometrierung der Ringbahn ihren Ausgangspunkt (km 0,0). Die Trasse der Hamburger und Lehrter Bahn fädelt im Osten des Bahnhofs Moabit in Richtung Südosten von der Ringbahn aus, Richtung Westen bis in den Bereich Jungfernheide verlaufen die Strecken parallel. Ein Gleis der alten Bahnstrecke zum Lehrter Bahnhof wird heute noch für den Güterverkehr zum Hamburger und Lehrter Güterbahnhof genutzt, in Richtung Berlin Hauptbahnhof ist seit 2006 die Neubaustrecke der Nord-Süd-Fernbahn in Betrieb.

## Geschichte

### Die Anfänge
Am 17. Juli 1871 ging von Moabit in Richtung Osten der erste Teil der damals Neue Berliner Verbindungsbahn genannten Berliner Ringbahn zunächst für den Güterverkehr in Betrieb. Sie war von Anfang an mit dem Gütergleis der Lehrter Bahn verknüpft, dann auch mit der Hamburger Bahn. Am 1. Januar 1872 wurde auf der Ringbahn der Personenverkehr aufgenommen und Moabit wurde zum Personenbahnhof. 1877 ging die Ringbahn auch von Moabit nach Westen in Betrieb und der Ring wurde geschlossen. Nachdem die Berlin-Hamburger Eisenbahn für den Vorortverkehr zwischen Berlin und Spandau im Jahr 1880 sogenannte „Omnibuszüge“ eingerichtet hatte, bekamen diese ab 5. Mai 1881 eine Haltestelle Plötzensee, etwa 300 Meter östlich der Beusselbrücke, sodass eine Umsteigemöglichkeit zum Bahnhof Moabit der Ringbahn bestand. Die Omnibuszüge und die Haltestelle Plötzensee bestanden nur eine kurze Zeit, da ab 1. Juni 1882 der Vorortverkehr der Hamburger Bahn auf die Stadtbahn geführt wurde.

Karte der Bahnanlagen um den Bahnhof Moabit 1896 (linke obere Bildhälfte). Der bereits eingezeichnete Vorortbahnhof Stromstraße ging erst 1896 unter dem Namen Putlitzstraße in Betrieb.

Als letzte der großen Privatbahnen in Preußen wurde die Berlin-Hamburger Eisenbahn in einem 1884 abgeschlossenen Vertrag verstaatlicht, am 1. Januar 1886 wurde die Verstaatlichung wirksam und alle den Bahnhof Moabit berührenden Strecken waren Bestandteil der Preußischen Staatsbahnen. In den folgenden Jahren wurde nach und nach der Betrieb der Hamburger und der Lehrter Bahn in Berlin zusammengefasst. Das Wachstum der Stadt und die Zunahme der Industrie führten zu einem deutlich erhöhten Verkehrsaufkommen bei der Eisenbahn, sodass umfangreiche Ausbauten des Eisenbahnnetzes nötig wurden. Unter anderem musste die Ringbahn viergleisig ausgebaut werden und damit separate Anlagen für den Vorortverkehr erhalten.
Der Bahnhof Moabit erwies sich dabei als betrieblicher Engpass. In einem Entwurf eines Eisenbahnanleihegesetzes im April 1889 wurde festgestellt, dass im Bahnhof Moabit bereits 132 fahrplanmäßige Züge in beide Richtungen, teilweise bis zu zehn in einer Stunde, abgefertigt werden mussten. Als Problem stellte sich dabei die gemeinsame Führung von Personen- und Güterverkehr auf denselben Gleisen heraus. Dies hatte zur Folge, dass bei einer Erweiterung des Verkehrs auf der Ringbahn um nur einen Zug pro Stunde und Richtung auf der Strecke

„[…] und namentlich im Bahnhof Moabit die bestehenden Uebelstände noch stärker hervortreten; ja, es steht zu befürchten, daß die hierdurch veranlaßten Verzögerungen und Unregelmäßigkeiten des Zugverkehrs sich auch auf die daran anschließende viergleisige Strecke übertragen werden.“

Wegen der Lage des Bahnhofs war eine reine Erweiterung seiner Anlagen allein nicht ausreichend, es war eine Trennung des Personen- und Güterverkehrs nötig. Der Bahnhof Moabit verlor in der Folge seine Aufgaben im Personenverkehr.

„Die jetzige, an sich nicht günstig für den Verkehr gelegene, Personenstation Moabit kann dann ersetzt werden durch eine Station an der Ueberführung der Beusselstraße, und, sobald die von der Stadt Berlin geplante Ueberführung der Stromstraße zur Ausführung gelangt sein wird, durch eine zweite Station an letzterer.“

### Moabit als Güterbahnhof

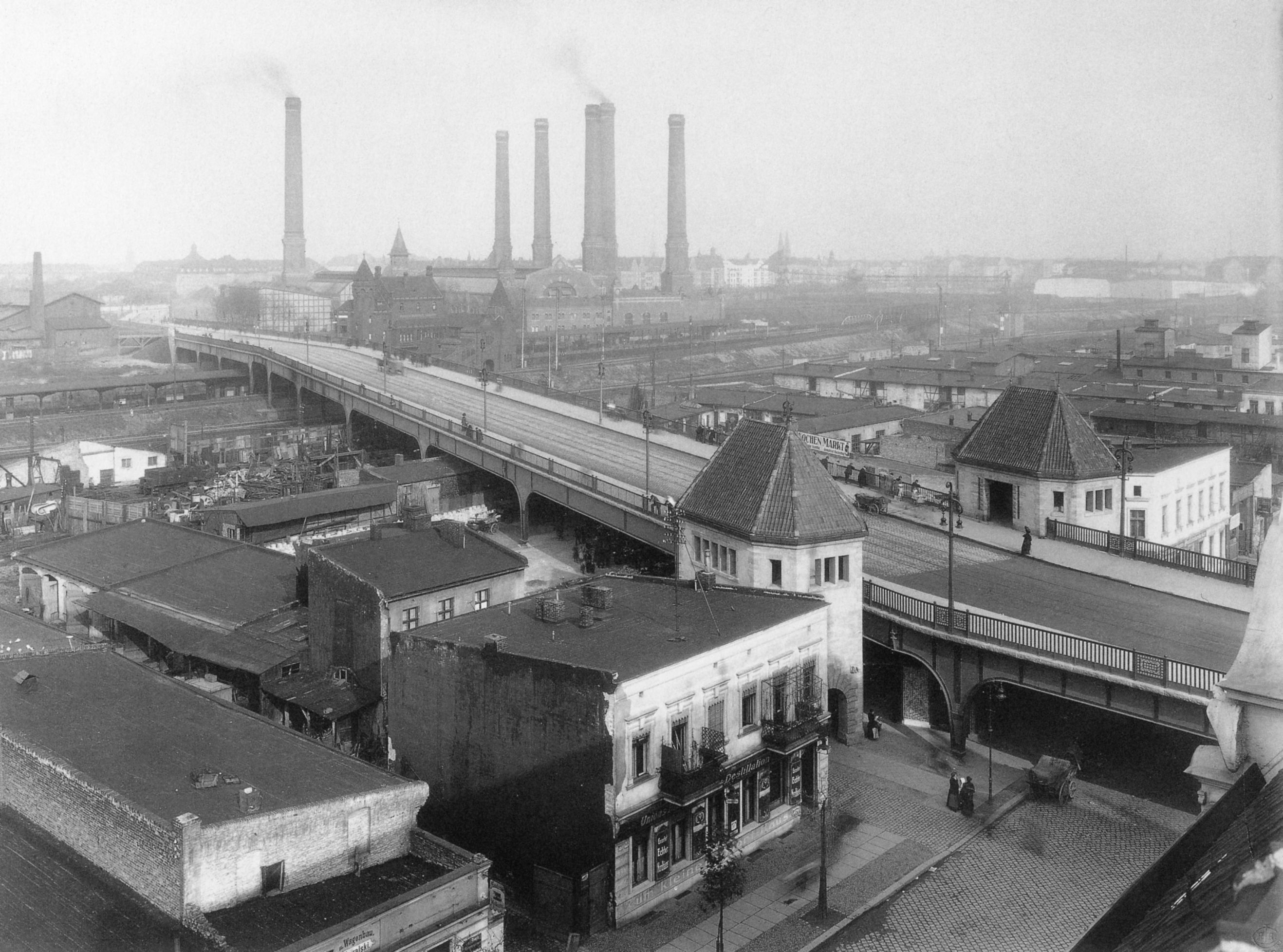
Putlitzbrücke 1912. Das Gebiet südlich des Bahnhofs wird von Kleingewerbe genutzt. Links der Brücke der Halt Putlitzstraße der Lehrter Bahn (Teil des Bahnhofs Moabit), rechts der Ringbahnhof.

Mit der Trennung von Personen- und Güterverkehr konnten die Strecken im Bereich Moabit besser verknüpft und die Ortsgüteranlagen ausgebaut werden. Beim Umbau wurde ein viertes Gleispaar südlich der drei bestehenden Paare gebaut. Die beiden neugebauten Gleise wurden die Gütergleise der Ringbahn und die früheren Gleise der Ring- und der Lehrter Bahn von der Lehrter und der Hamburger Bahn genutzt. Die früheren Gleise der Hamburger Bahn dienen seitdem dem Personenverkehr der Ringbahn. Am 1. Mai 1894 wurde der Bahnhof Moabit für den Personenverkehr geschlossen und durch eine neue Haltestelle an der Beusselstraße westlich des Bahnhofs ersetzt. Am selben Tag ging auch der Halt in Jungfernheide in Betrieb.
Der schon seit längerem geplante Personenhalt für die Ringbahn an der Stromstraße wurde am 1. Oktober 1898 eröffnet, die Straßenüberführung entstand aber erst 1912. Der Halt erhielt den Namen Putlitzstraße (heute: Westhafen). Dort entstand nicht nur ein Bahnsteig an den Vorortgleisen der Ringbahn, sondern etwas westlich versetzt dazu auch an der Lehrter Bahn, sodass eine Umsteigemöglichkeit entstand. Auch der Bahnsteig an der Lehrter Bahn bekam, obwohl bereits im Bereich des Bahnhofs Moabit gelegen, den Namen Putlitzstraße.
Der Bahnhof diente vor allem der Verknüpfung mit den Güterbahnhöfen der Hamburger und der Lehrter Bahn (z. B. dem Zollbahnhof der Lehrter Bahn auf dem Moabiter Werder, später Bahnhof Spreeufer genannt oder dem Hamburg und Lehrter Güterbahnhof an der Heidestraße). Er war zunächst bis zur Verstaatlichung der Bahngesellschaften auch Übergabepunkt von und zur Hamburger und Lehrter Bahn. Dementsprechend war es eine Hauptaufgabe des Bahnhofs, Züge zu und von den verschiedenen Bahnen zu bilden und aufzulösen. Das lokale Aufkommen bestand unter anderen aus dem Stückgutverkehr, der Bedienung kleiner Betriebe im Bahnhofsbereich und der Verknüpfung mit diversen Anschlussbahnen.

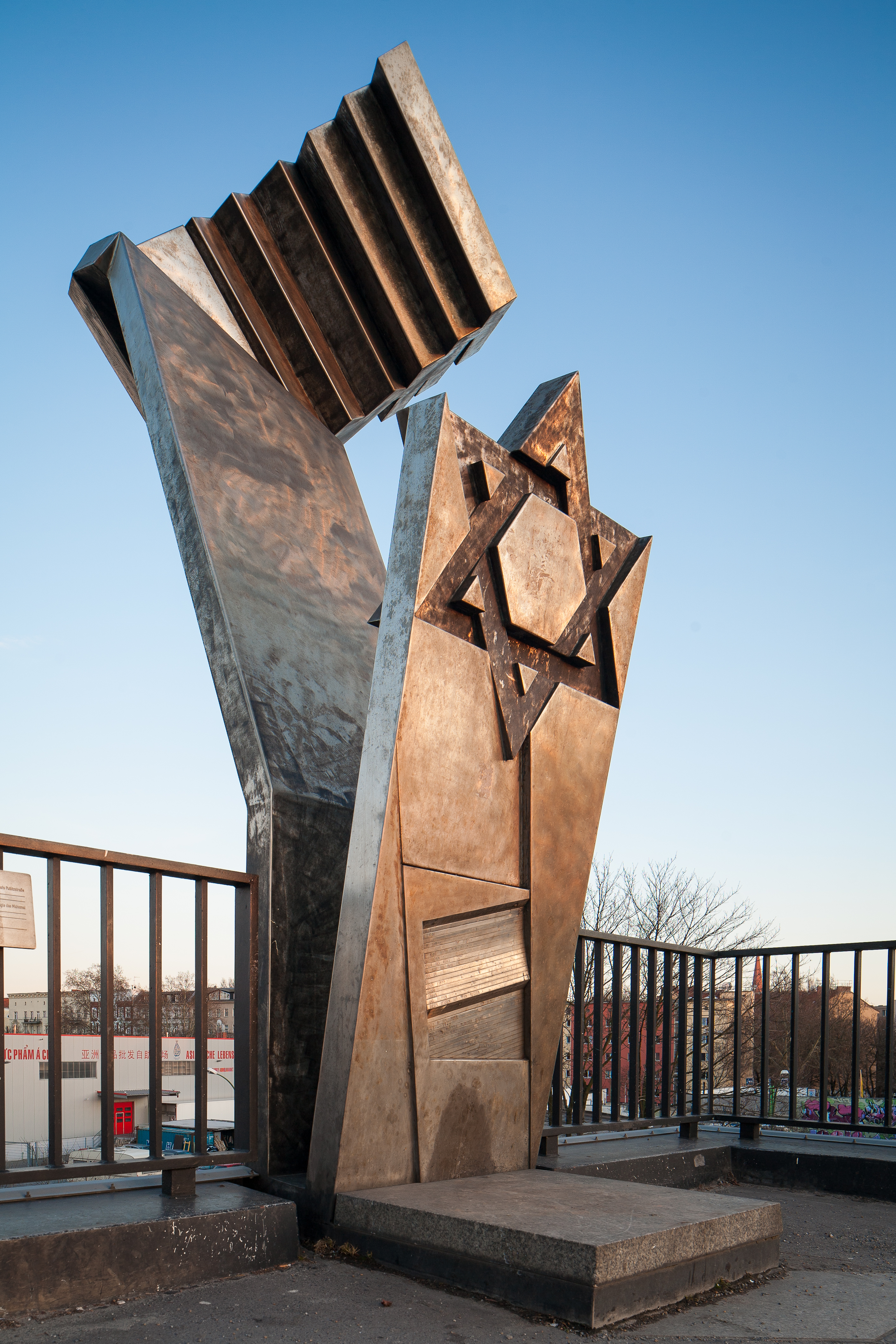
An die Deportationen der jüdischen Berliner in den Tod erinnert das Mahnmal auf der Putlitzbrücke von Volkmar Haase

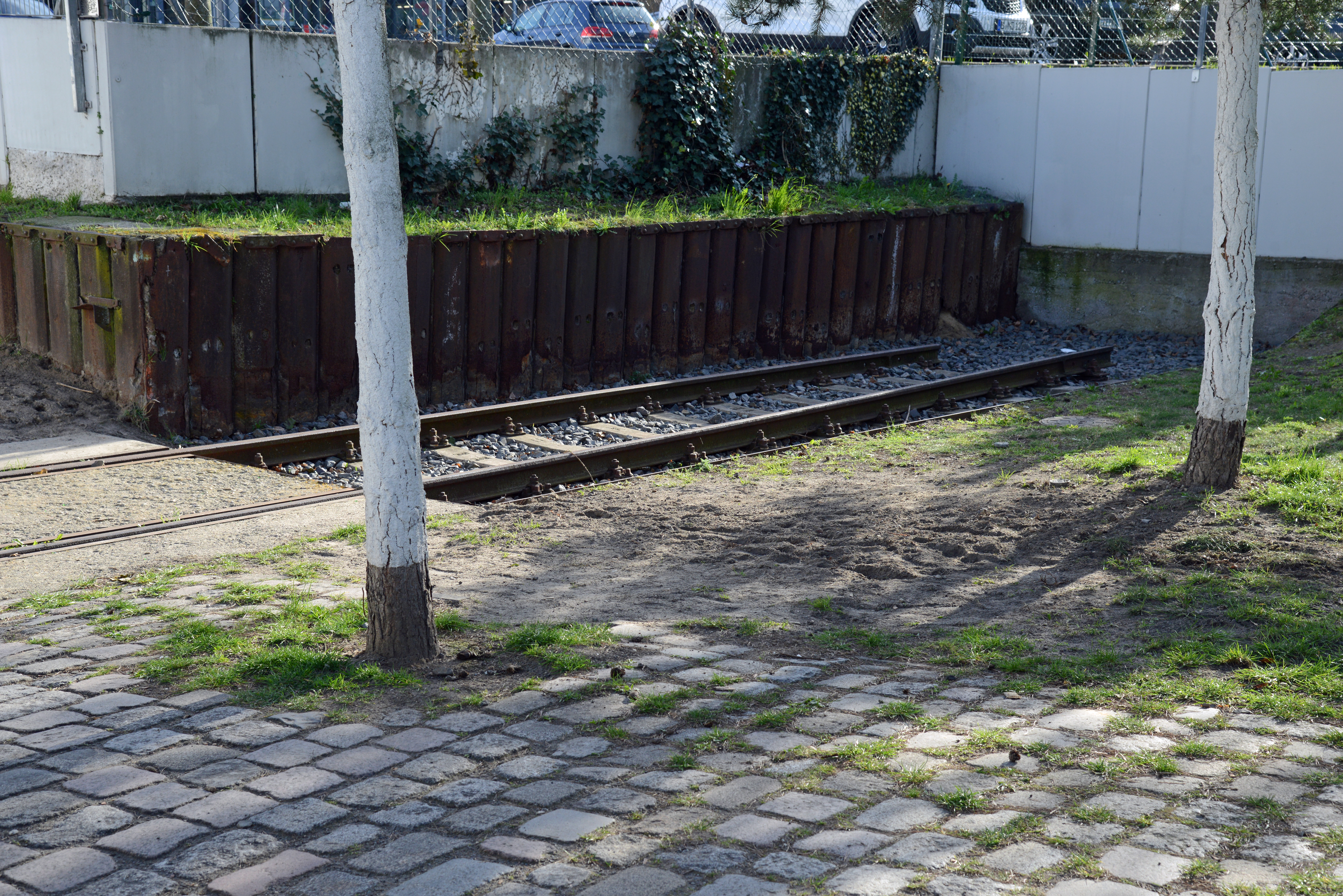
Rampe 69 mit Gleisrest des Güterbahnhof Berlin-Moabit. Von den Militärgleisen 69, 81 und 82 am ehemaligen Güterbahnhof Moabit wurden von 1942 bis zum Frühjahr 1945 32.201 jüdische Menschen aus Berlin in Ghettos und Vernichtungslager deportiert.

1914 begannen die Arbeiten für den Westhafen nördlich des Bahnhofs, der bis 1927 erweitert wurde und einen Bahnanschluss erhielt. Da die Vorortgleise der Ringbahn zwischen dem Bahnhof Moabit und dem Westhafen liegen, konnte der Westhafen nicht direkt an den Bahnhof Moabit angebunden werden. Die Züge mussten über den Hamburger und Lehrter Güterbahnhof fahren, wo ein Fahrtrichtungswechsel nötig war.

### Deportationsort der Juden aus Berlin, heute Gedenkort
Ab vermutlich Januar 1942 wurde der Bahnhof zur Deportation von Berliner Juden verwendet. Etwa 30.000 Berlinerinnen und Berliner wurden von den Rampen des Güterbahnhofs in verschiedene Konzentrationslager deportiert.
Von den Gleisen 69, 81 und 82 im Bahnhofsteil östlich der Putlitzbrücke wurden sie von 1942 bis 1945 in die Vernichtungslager deportiert. Von der zum Sammellager umfunktionierten Synagoge Levetzowstraße wurden sie über die Quitzowstraße in die Züge getrieben. Vom östlichen Teil der Quitzowstraße führt eine Stichstraße, der später so genannte Deportationsweg, zu den Rampen an den Gleisen. Dort erinnert eine Gedenktafel an die Deportation. 2017 wurde an der Stichstraße ein Gedenkort gestaltet, bestehend aus 20 Kiefern, einem 15 Meter langen Rest des ehemaligen Gleises 69 sowie einer Spundwand als Teil der früheren Rampe. Das Projekt kostete 200.000 Euro. Stichstraße und Rampe mit Gleisrest stehen als „Deportationsanlagen auf dem ehemaligen Güterbahnhof Moabit“ unter Denkmalschutz. Darüber hinaus steht auf der Putlitzbrücke das von Volkmar Haase entworfene Deportationsmahnmal Putlitzbrücke.
- Siehe auch: am heutigen S-Bahnhof Grunewald, dort das Mahnmal Gleis 17 (1998)

### Nach dem Zweiten Weltkrieg

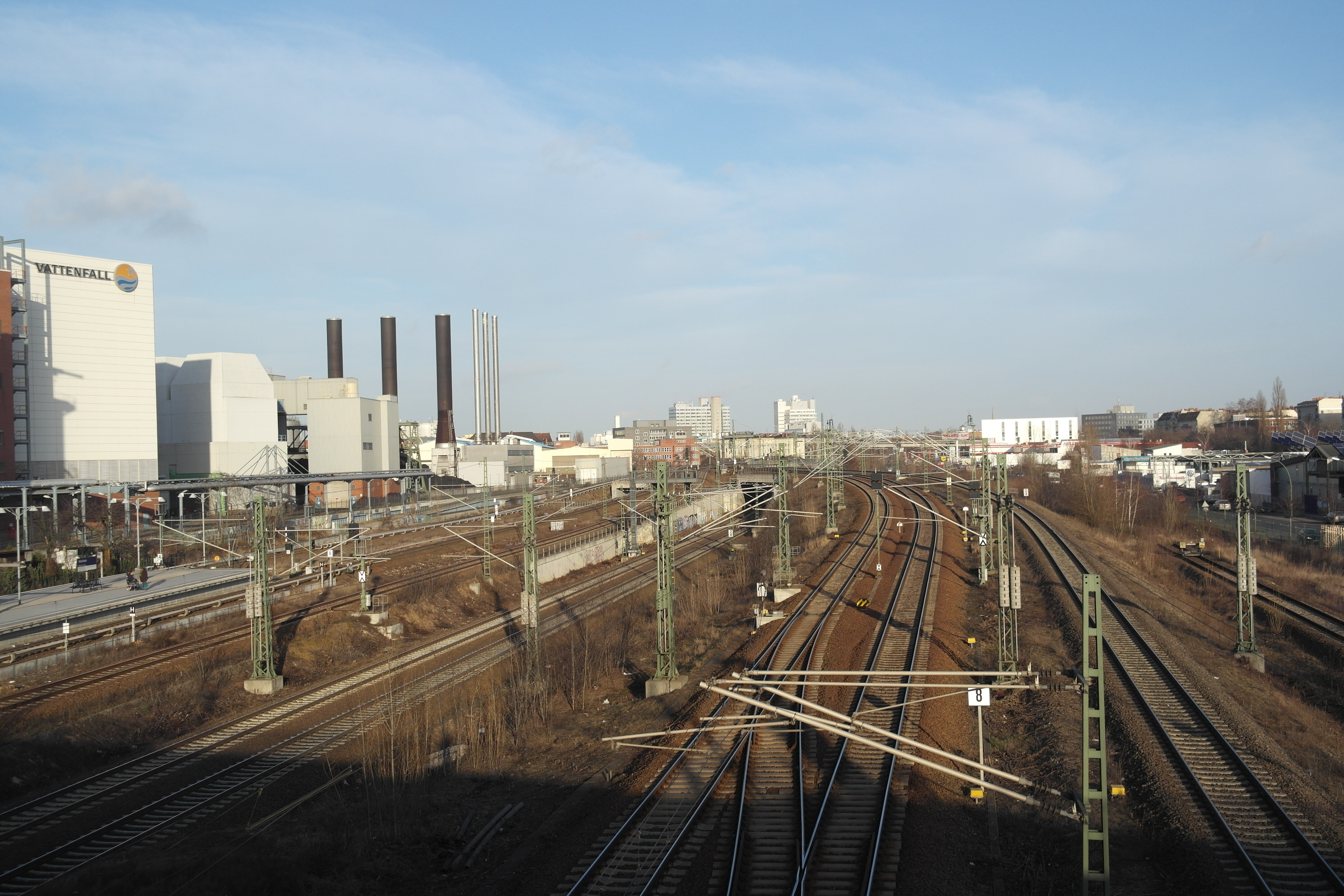
Östlicher Bahnhofsteil. Rechts das Gleis zum Hamburger und Lehrter Güterbahnhof, daneben die Ringbahngleise, links davon die neue Verbindung zum Hbf, ganz links der S-Bahnhof Westhafen.

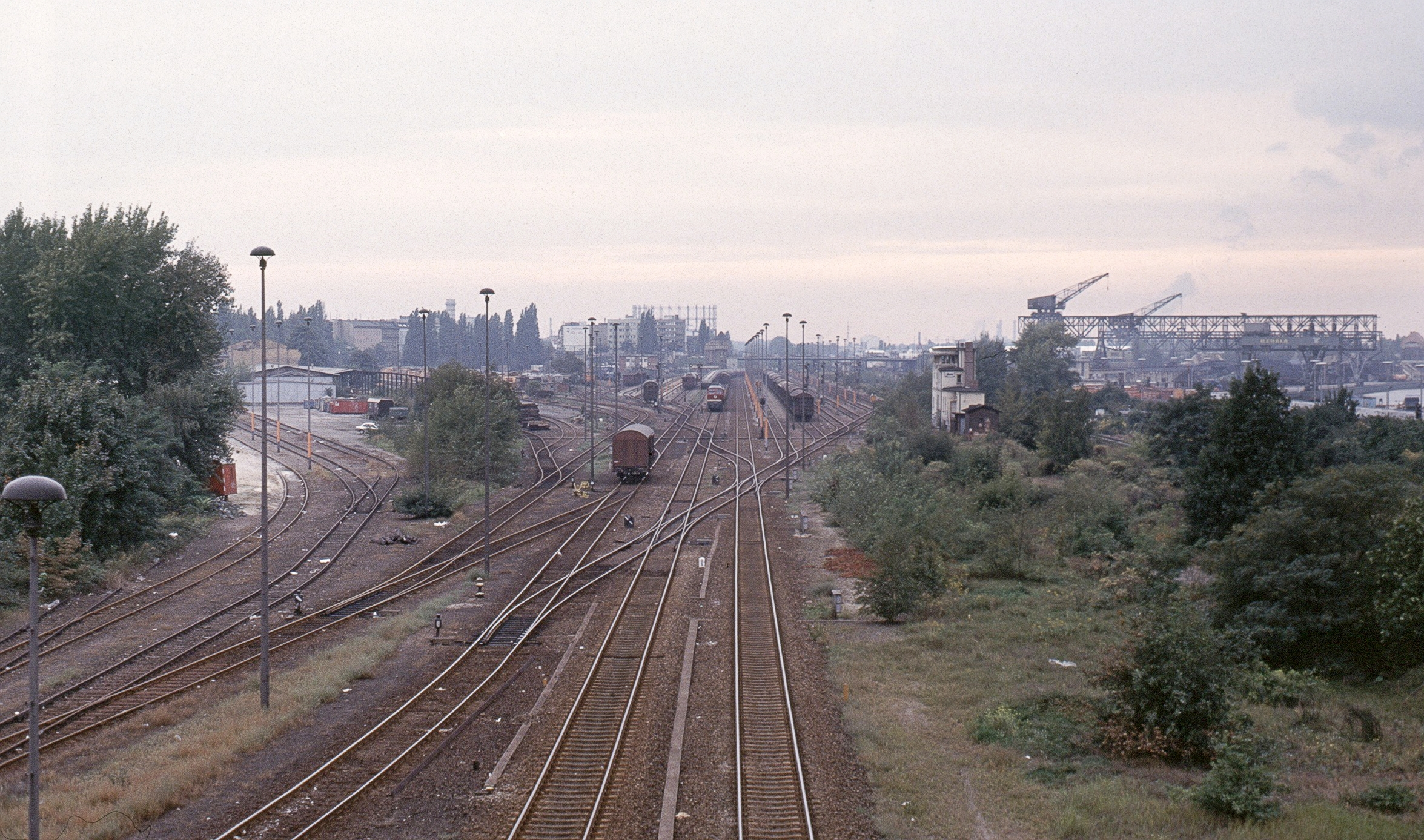
Blick von der Putlitzbrücke nach Westen, 1992

Nach dem Zweiten Weltkrieg und der deutschen und Berliner Teilung ging der Verkehr in diesem Bereich deutlich zurück. Der Lehrter Bahnhof war für den Personenverkehr noch bis 1951 in Betrieb, ebenso der Vorortbahnsteig Putlitzstraße im Bahnhof Moabit. Einige Jahre nach Einstellung des Personenverkehrs wurde der Bahnsteig abgeräumt. Die Ferngleise im Bereich Moabit dienten noch dem lokalen Güterverkehr sowie Güterzügen in Richtung Hamburger und Lehrter Bahnhof, Spreeufer, Westhafen und dem nordöstlichen Teil von West-Berlin. Im Laufe der Jahre nahm der Güterverkehr immer mehr ab, die Tendenz setzte sich auch nach der deutschen Wiedervereinigung 1990 fort. 2005 wurde der Güterbahnhof geschlossen. Es verblieben die Anlagen im nördlichen Bahnhofsteil, die für die Zugbildung und andere betriebliche Aufgaben benötigt werden. Der Westhafen und das Kraftwerk Moabit werden vom Bahnhof Moabit aus über den Hamburger und Lehrter Güterbahnhof angebunden.
Nach 2000 wurden die Bahnanlagen in Berlin umgestaltet. Neu gebaut wurden u. a. die Nord-Süd-Fernbahn und der Berliner Hauptbahnhof. Auch die neue Trasse der Lehrter Bahn vom Hauptbahnhof kreuzt im Bahnhof Moabit die Ringbahn; die Bahnhofsanlagen wurden elektrifiziert. Verblieben ist noch eine nicht elektrifizierte Anschlussstrecke zum Hamburger und Lehrter Güterbahnhof.
Die größten Teile des Güterbahnhofs Moabit wurden inzwischen abgebaut. Auf einem 9000 Quadratmeter großen Areal entstand von 2007 bis 2012 der Park Stadtgarten Moabit. Im östlichen Bahnhofsteil wurde 2009 die Ellen-Epstein-Straße ausgebaut. Ellen Epstein war eine jüdische Musikerin, die 1942 vom Güterbahnhof aus nach Riga deportiert und dort getötet wurde. In ihrer westlichen Verlängerung wurde Ende 2013 die Erna-Samuel-Straße fertiggestellt. Erna Samuel war eine jüdische Lehrerin, die 1942 nach ihrer Deportation vom Bahnhof Moabit im Konzentrationslager Auschwitz ermordet wurde.

## Anlagen

### Gleisanlagen

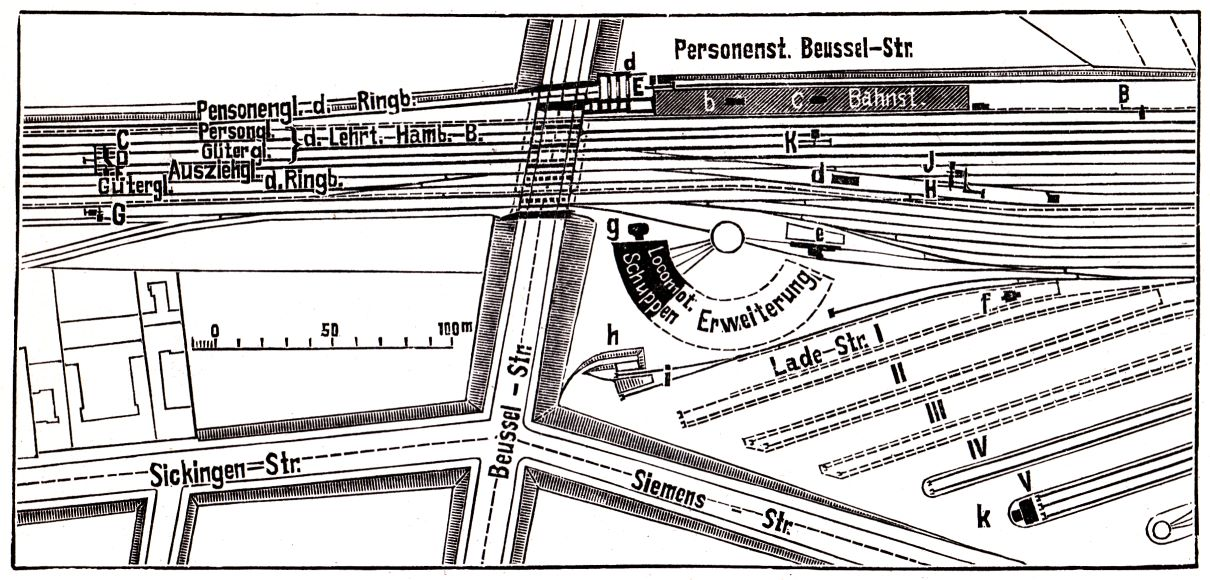
Westlicher Teil des Bahnhofs mit Hauptgleisen, Ladestraßen und Bf. Beusselstraße

Die noch bestehenden Anlagen des Bahnhofs Moabit liegen südlich der S-Bahn-Gleise der Ringbahn und bestehen im Wesentlichen aus über zehn parallelen Gleisen. Östlich der Putlitzbrücke trennen sich die Ringbahn und die Strecken zum Hauptbahnhof sowie zum Hamburger und Lehrter Güterbahnhof in einem Kreuzungsbauwerk. Westlich der Beusselstraße trennen sich die Lehrter Bahn und die Ringbahn. Südlich dieser Gleise lag der frühere Güterbahnhof mit einer Reihe von parallelen Ladestraßen diagonal zu den Hauptgleisen, die aus Richtung Osten angefahren wurden. Dessen Gleisanlagen sind abgebaut.

### Weitere Anlagen

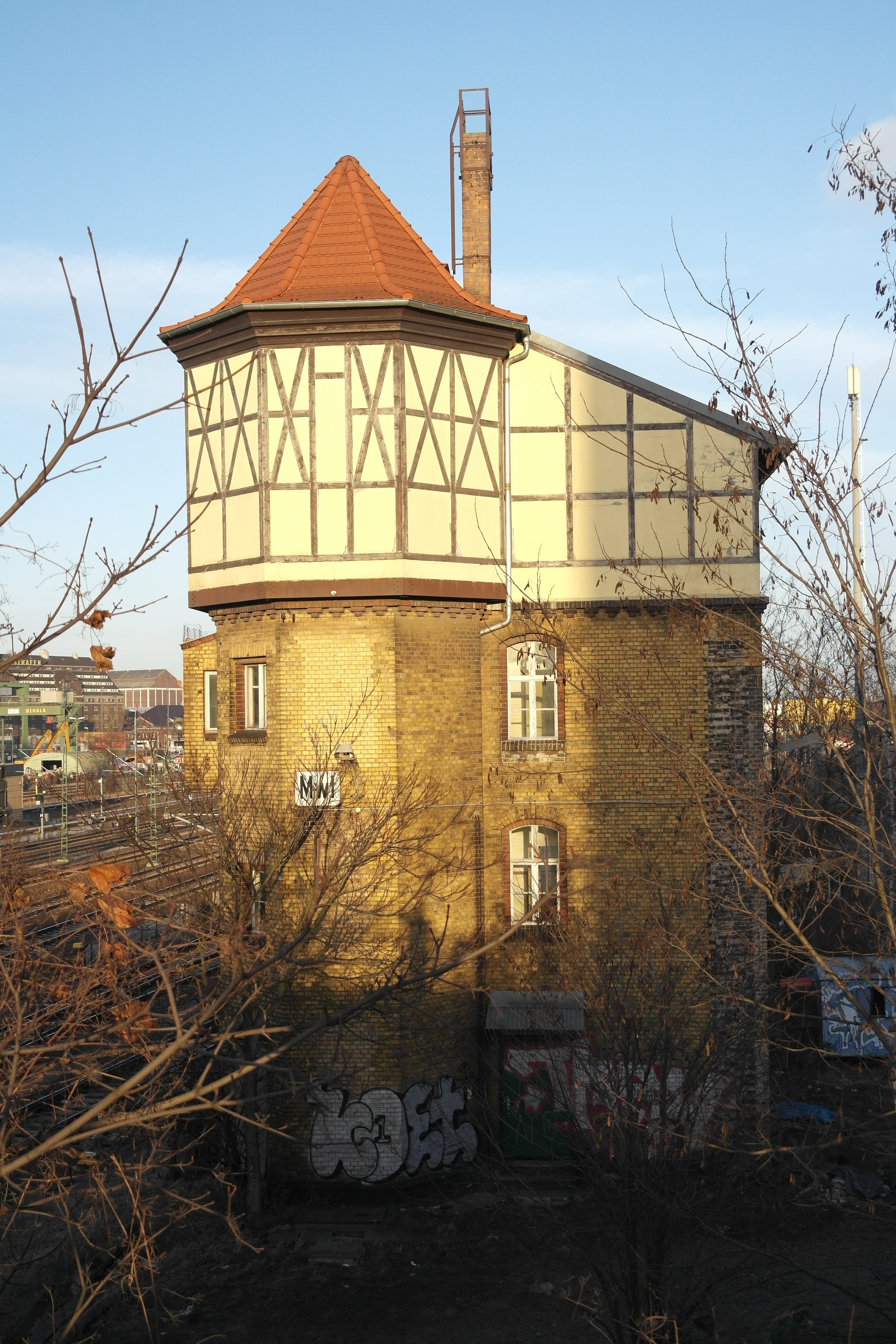
Denkmalgeschützter kombinierter Bau aus Stellwerk und Wasserturm von Karl Cornelius

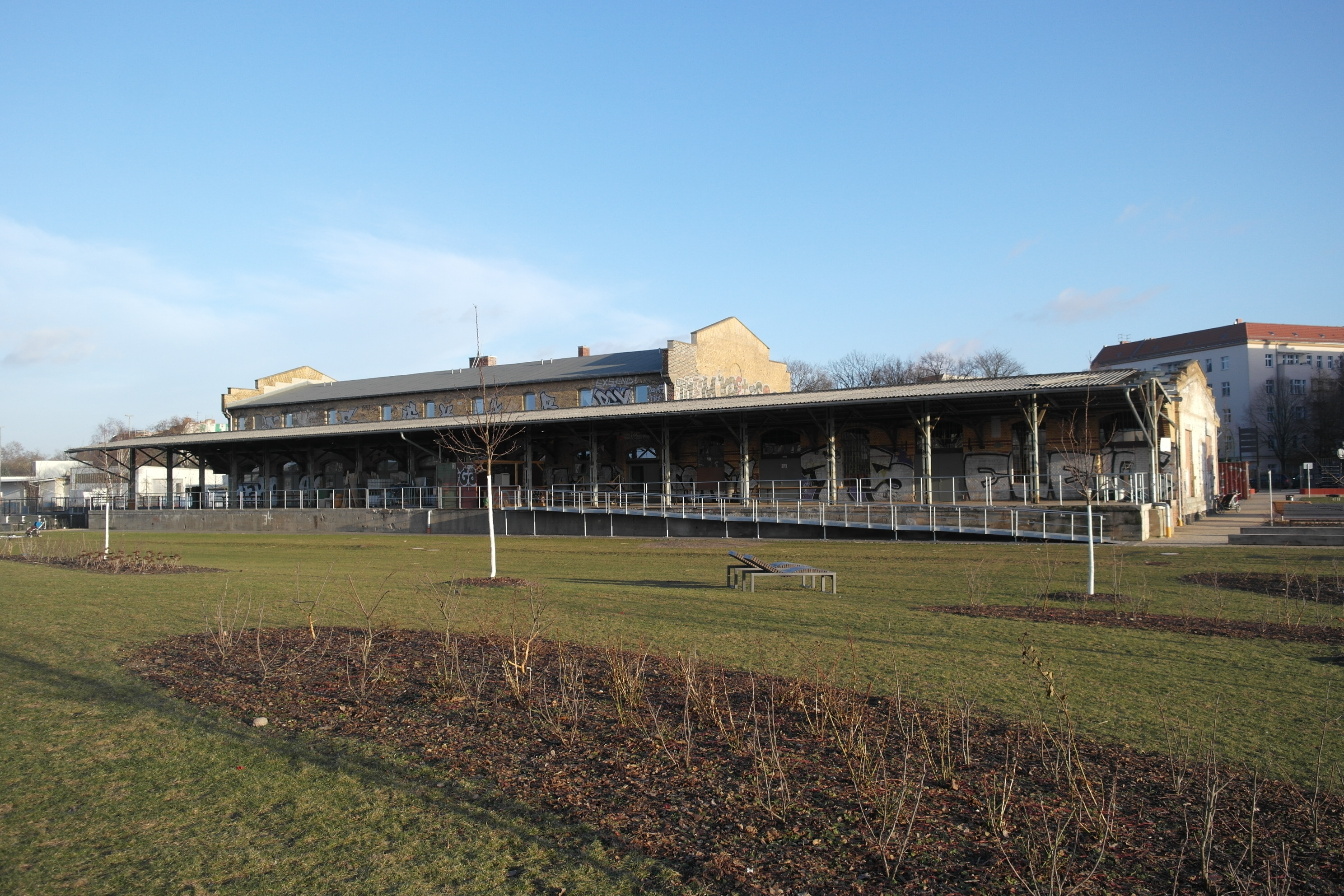
Güterschuppen im Stadtgarten Moabit, nun das Zentrum für Kunst und Urbanistik

Im Dreieck zwischen den Hauptgleisen, den Gütergleisen und der Beusselstraße lagen die nicht mehr erhaltenen Lokbehandlungsanlagen mit Lokschuppen und Drehscheibe. Dort steht auch das denkmalgeschützte Stellwerk Mwt (Moabit West, Turmstellwerk), das zugleich als Stellwerk und als Wasserturm diente. Es wurde während des großen Umbaus des Bahnhofs 1892–1893 von Karl Cornelius errichtet. Es besteht aus einem dreigeschossigen Unterbau mit gelber Backsteinverkleidung sowie dem darüberliegenden Fachwerkgeschoss zur Wasserversorgung der Lokomotiven. Der anschließende Lokschuppen wurde im Zweiten Weltkrieg zerstört. Auf der Ostseite des Gebäudes befindet sich ein kleiner Anbau, den Karl Cornelius 1913 für die Lampenputzer und Rangierer baute.
Die meisten anderen Bauten des Bahnhofs existieren nicht mehr. Ein Güterschuppen im als Park Stadtgarten Moabit genutzten Bahnhofsteil an der Siemensstraße blieb erhalten. Er wurde saniert und wird vom Zentrum für Kunst und Urbanistik (ZK/U) des Vereins KUNSTrePUBLIK genutzt. Des Weiteren entstanden im Stadtgarten ein Bürgergarten mit Beeten und eine Wiese mit Obstbäumen. Als Erinnerung an den Bahnhof dienen gebogene Schienen, an denen zwei Schaukeln und eine Riesenhängematte hängen.
Südlich der Gleise im Bereich der Ladestraßen siedelten sich an der Quitzow- und der Siemensstraße eine Reihe von kleineren Gewerbebetrieben an. Teilweise ist diese Struktur, vor allem im Bereich der Quitzowstraße, noch erhalten.